# 高尾城 (加賀国)
高尾城（たこじょう、たこうじょう）は、石川県金沢市にあった日本の城。高尾城の築かれた高尾山一帯は、「ジョウヤマ」と呼ばれ付近住民から親しまれている。

## 概要
詳細な築城年は不明。
1488年（長享2年）、加賀国守護大名の富樫政親が、攻め寄せた加賀一向一揆衆に対し篭城。抗戦むなしく自害した場所として有名である。
井上鋭夫によると、「『皇国地誌』（明治13年）から『石川県史蹟名勝調査報告』（大正13年）までは、高尾城が悲劇の舞台であったことを記している」と述べている。さらに、後に文化財の保護を意図した昭和三十七年の遺跡分布図には、第一級史跡にあたる高尾城が掲載されていないことに触れている。 
昭和45年9月から始まった公共工事によって、多数のブルドーザーが山城を突き崩した。公共工事が行われることになった要因は、北陸自動車道の工事が始まり、土取り場に指定されたからである。日本道路公団と石川県、石川県の教育委員会は、反対運動に対し、これは国策であると推進した。その結果、史跡は破壊された。

## 所在地
石川県金沢市高尾町
※現在の発音は「たかおまち」である

## アクセス
金沢駅から北鉄金沢バス30,31番系統 高尾南1丁目下車、徒歩15分